# Vitrea olympica
Vitrea olympica är en snäcka i ordningen landlungsnäckor som förekommer i Grekland. Arten ingår i samma släkte som mindre kristallsnäcka (Vitrea contracta) och har ett liknande utseende.
Snäckskalen är hos Vitrea olympica med en diameter av cirka 3 mm och en höjd av ungefär 1,5 mm liten. Den har en vitaktig färg och den är inte genomskinlig. Skalen glänser inte heller.
Arten förekommer vid de västra sluttningarna av bergsmassivet Olympos. Den lever i regioner som ligger 2500 till 2700 meter över havet. Habitatet utgörs av steniga bergsängar.
Ökande turism kan vara ett hot för beståndet. Utbredningsområdet ingår i Olympos nationalpark. IUCN listar arten på grund av den begränsade utbredningen som nära hotad (NT).